# 文咨明王
文咨明王（ぶんしめいおう、生年不詳 - 519年）は、高句麗の第21代の王（在位:492年 - 519年）。姓は高、諱は羅雲。王号は明治好王（명치호왕）ともいう。『三国遺事』王暦では明理好王个雲とも記される。先代の長寿王の孫であり、父は長寿王の王子の古鄒大加の助多だが、助多が早くに亡くなったために羅雲は大孫とされた。長寿王が491年12月に死去し、年が改まって492年に王位についた。中国史書には「雲」として現れる。

## 治世
先代の長寿王に引き続き、中国に対しては南北朝両面に通好し、北魏からは＜使持節・都督遼海諸軍事・征東将軍・領護東夷中郎将・遼東郡開国公・高句麗王＞、南斉からは＜使持節・散騎常侍・都督営平二州・征東大将軍・楽浪公＞と冊封された。その後も北朝・南朝（502年に梁に代わる）の両者に対して朝貢を続け、中国側からも冊封体制下での高い評価を受け続けた。梁からは502年に車騎大将軍、508年に＜撫軍大将軍・開府儀同三司＞と進号された（『三国史記』には「軍を東と書くものもある」と分注がある）。ただし、一方的に中国王朝に従属したのではなく、北魏からは世子の入朝を求められたにもかかわらず、病気を理由として世子の代わりに父の従弟を送っている。494年には扶余王が妻子とともに降伏してきたのを受け容れた。
長寿王の時代に半島内に最大版図を築いてはいたが、文咨明王代になると百済・新羅が同盟（羅済同盟）して対抗していたため、これら二国に対しては大きな戦果をあげることはできなかった。494年には薩水（清川江）の原（忠清北道槐山郡）で新羅と戦って犬牙城（忠清北道槐山郡）に追い詰めたが、百済が3千人の兵を送って新羅を援けたので、新羅の包囲を解いて引き上げた。495年には百済の雉壌城（黄海南道白川郡）を包囲したが、新羅が援兵を派遣したために引き上げることとなった。496年には新羅の牛山城を攻めたが勝てず、翌497年にようやく攻め落とすことができた。逆に503年には百済に攻め入られ、水谷城（黄海北道新渓郡多栗面）を落とされる。507年には靺鞨と共同で百済の漢城（ソウル特別市）を攻めようとしたが、百済軍に迎撃されて引き返している。512年9月にも百済に攻め入り、加弗城・円山城を陥落させ、男女一千人余りの捕虜を得た。
国内政策では、仏教を拡大するために498年に平壌に金剛寺を創建した。
在位28年にして519年に死去し、文咨明王と諡された。埋葬地については記事はない。死後、北魏の霊太后からは＜車騎大将軍＞を追贈された。